# 이헌길
이헌길(李獻吉, 생몰년 미상)은 조선 후기 영조 때의 의학자이다. 경기도 남양 출생으로 자는 몽수(夢叟), 본관은 전주, 호는 완산(完山)이며, 전염병 두진(천연두)과 마진(홍역) 치료에 독자적인 경지를 이루었다.
1775년(영조 51년)에 한양에 마진이 유행하자 《마진방(痲疹方)》을 저술하고 보급하여 명성이 높아졌다. 마진의 치료에 많은 공을 세웠으며, 승마갈근탕은 지금도 소아의 질병에 응용되는 명처방으로 평가받는다.
정약용은 어릴 적에 천연두에 걸렸으나, 이헌길의 진료로 살아났다. 정약용은 훗날 이헌길의 《마진방》 등 조선과 외국의 여러 한의학 서적을 바탕으로 한층 발전된 홍역 치료서 《마과회통(麻科會通)》을 지었으며, 《다산시문집》 제17권에 이헌길의 생애를 다룬 《몽수전(夢叟傳)》을 실었다.

## 《몽수전》에 실린 이헌길
정약용의 《다산시문집》 제17권에 이헌길의 생애를 다룬 《몽수전(夢叟傳)》이 실려있다.
이헌길(李獻吉)의 자는 몽수(夢叟)이고, 또 다른 자는 몽수(蒙叟)이다. 조선 제2대 왕 정종(定宗)의 열째 왕자 덕천군(德泉君) 이후생(李厚生)이 그의 선조이다.
덕천군 이후에는 대대로 빛났는데, 전성군(全城君) 이준(李準)(이조 판서)이 더욱 드러났다.(이헌길은 진주목사 이익년(李翼年)의 증손) 선생은 어려서부터 총명하고 기억력이 뛰어났으며 실학자 장천 이철환 선생을 종유(從游)하여 많은 책을 널리 보았는데, 이윽고 《두진방(痘疹方)》을 보고는 홀로 잠심(潛心)하여 연구하되 남들이 모르게 하였다.
건륭 을미년(영조 51, 1775) 봄에 일이 있어 한양에 이르니, 그때는 마침 마마가 크게 번져 요사(夭死, 일찍 죽음)하는 백성이 많았다. 선생은 병을 구제하려고 생각하였지만, 그때는 상복(喪服)을 입고 있었기 때문에 어찌할 수가 없어 묵묵히 돌아가는데, 막 교외로 나왔을 때에 관(棺)을 메거나 들것을 지고 지나가는 사람이 잠깐 사이에 1백여 명이나 되는 것을 보았다.
몽수선생은 마음이 아파 스스로 말하기를,
“나는 병을 고칠 수 있는 의술을 가지고 있는데도 예법에 구애되어 모른 체하고 떠나간다는 것은 불인(不仁)한 것이다.”
하고는, 드디어 인척(姻戚)의 집으로 돌아와 그 비법(秘法)을 폈다. 이에 선생의 처방(處方)을 받은 자는 위태한 자는 편안하게 되었고, 거꾸로 된 자는 순탄하게 되었다. 열흘 동안에 명성이 크게 나서 울부짖으며 구해주기를 애걸하는 자가 날마다 문을 메우고 거리를 메웠다. 그래서 존귀한 자라야 겨우 그 집에 들어가고, 미천한 자는 요행히 계단 아래에 이르러도 더러는 해가 다 진 뒤에야 그의 얼굴을 비로소 보게 되었다. 그러나 선생은 마마에 대해 환히 알아서 몇 마디만 들으면 미리 그 증상을 헤아리기 때문에 곧바로 한 처방을 주어 돌아가게 하는데, 모두 즉시 효과를 보았다. 선생이 문을 나가서 다른 집으로 가면 수많은 남녀가 앞뒤에서 옹호하였는데, 그 모여 가는 형상이 마치 벌떼가 움직이는 것과 같았으므로 그가 가는 곳에는 뿌연 먼지가 하늘을 가리어, 사람들은 바라만 보고도 몽수선생이 온다는 것을 알았다.
하루는 못된 무리의 꾐으로 어느 궁벽한 곳에 가서 문을 잠그고 자취를 감추었다. 그러자 온 성안은 몽수선생이 있는 곳을 찾는 일로 떠들썩하였다. 그 소재를 알려 주는 사람이 있자, 여러 사람이 곧 그 문을 두드려 부수고 나오게 하였다. 어떤 사람은 사나운 기색을 띠고 면전(面前)에서 욕을 하고 심한 자는 선생을 때리려고도 하였으나, 마침내 사람들의 힘을 입어서 풀려났다. 그러나 선생은 따뜻한 말씨로 사과하고 재빨리 처방을 알려주었다. 이윽고 선생은 혼자 감당하지 못하게 되자, 병을 치료하는 여러 가지 방법을 입으로 불러 주어 사람들로 하여금 그렇게 행하게 하였다. 그러자 궁벽한 시골의 선비들이 다투어 베껴 마치 육경(六經)처럼 떠받들었는데, 비록 의술에 어두운 사람이라도 그대로만 하면 역시 효험이 있었다.
세상에 전하는 말에 의하면, 어떤 아낙이 그의 남편을 구해주기를 청하였는데, 몽수선생이 말하기를,
"당신 남편의 병은 매우 심하오, 다만 한 가지 약이 있기는 하지만 당신은 쓰지 못할 것이오."
했다. 그 아낙은 굳이 청하였지만 몽수는 끝내 말하여 주지 않았다. 남편을 살릴 수 없다는 것을 안 아낙은 독약 곧 비산을 사가지고 집에 돌아가 술에 타서 선반 위에 올려 놓았는데, 이는 장차 남편을 따라 죽으려고 한 것이었다. 그 아낙이 잠깐 문 밖에 나가서 울고 들어와 술잔을 찾아보니 술잔은 이미 비어 있었다. 그 남편에게 물으니 목이 말라서 마셨다는 것이었다. 그녀는 황급히 선생에게 달려가서 구해 달라고 하자, 선생이 말하기를,
- "이상하군요. 내가 전에 한 가지 약이 있다고 한 것이 바로 그 독약이오. 나는 당신이 독약을 사용하지 못할 것이라고 생각하여 당신에게 그것을 알려주지 않았던 것이오. 지금 당신 남편이 살아난 것은 하늘이 시킨 일이오."

하였다. 그녀가 집에 돌아가 보니 남편의 병은 나아 있었다.
몽수선생은 성품이 너그럽고 솔직하였다. 항상 12년 뒤에 마마(천연두)가 다시 퍼지게 될 것이라고 했는데, 그 시기에 이르러 그 말이 징험(徵驗, 어떤 징조를 경험) 되었으며, 홍역에 관한 것도 기이하게 적중한 일이 많았다.
내가 선생을 보니 그 외모가 광대뼈가 튀어나온 코주부였는데, 담론(談論)을 좋아하고 항상 웃었다. 전인(前人) 가운데 유독 백호 윤휴(尹鑴)를 흠모하여 일찍이 말하기를 "백호(白湖, 윤휴)는 덕(德)을 이룬 정암(靜庵, 조광조)이고, 정암은 덕을 이루지 못한 백호이다." 고 하였다. 이것은 대개 고론(古論)에 있던 것이나 군자는 그렇게 여기지 않는다.

## 가계
- 7대조 : 전성군
- 아버지 : 이기환(李基煥)

## 문헌

### 저서
- 《마진기방(痲疹奇方)》(1책, 1759년, 홍역치료서)

### 관련 문헌
- 《몽수전(夢叟傳)》(정약용 지음, 이헌길의 일생을 기록한 문헌)
- 《마과회통(麻科會通)》(정약용 지음, 6권 3책, 1798년,《마진기방》과 여러 의서를 참조한 발전된 홍역치료서)

## 참고자료
- 강명관 (2004년 1월 5일). 〈수만 백성 살린 이름없는 명의들〉. 《조선의 뒷골목 풍경》 초 12쇄판. 서울: 푸른역사. ISBN 89-87787-74-5.